# Mundialito de Voleibol
O Mundialito de Voleibol foi uma competição amistosa, promovida pela CBV, que convidava os demais países,e servia de preparação para campeonatos importantes, como Olimpíadas e/ou Campeonatos Mundiais. No feminino, houve apenas uma edição, em 1982 – no masculino foi realizado em 1982 e 1984.

## Edições

### Masculino
| Edição | Ano  | Sede                                      | Campeão |
| ------ | ---- | ----------------------------------------- | ------- |
| I      | 1982 | Rio de Janeiro - Ginásio do Maracanãzinho | Brasil  |
| II     | 1984 | São Paulo - Ginásio do Ibirapuera         | Brasil  |

### Feminino
| Edição | Ano  | Sede                              | Campeão |
| ------ | ---- | --------------------------------- | ------- |
| I      | 1982 | São Paulo - Ginásio do Ibirapuera | Japão   |